# 苏坡街道
苏坡街道，是中华人民共和国四川省成都市青羊区下辖的一个乡镇级行政单位。

## 行政区划
苏坡街道下辖以下地区：
清波社区、中坝社区、百仁社区、培风社区和清江社区。